# NRJ Music Awards
Die NRJ Music Awards, erstmals vergeben im Jahr 2000, sind die nationalen und internationalen Musikpreise der französischen NRJ-Radiostationen, die jährlich im Januar in Zusammenarbeit mit dem Fernsehsender TF1 an bekannte Musiker verschiedener Kategorien verliehen werden. Die Preisverleihung wird in mehrere Länder übertragen.

## Erklärungen zur Preisverleihung
Der Sender NRJ selbst sucht die Nominierten in den verschiedenen Kategorien aus und ruft dann seine Zuhörer dazu auf, einen Gewinner auf seiner Internetseite zu wählen. Dabei hat die Stimme der Öffentlichkeit eine Wahlkraft von 75 Prozent gegen die 25 Prozent Entscheidungskraft einer von NRJ und TF1 zusammengestellten Jury.
Jedes Jahr werden Künstler in folgenden Kategorien ermittelt (Stand 2020):
- Révélation francophone de l’année (französischsprachiger Newcomer)
- Révélation internationale de l’année (internationaler Newcomer)
- Artiste masculin francophone de l’année (französischsprachiger Künstler des Jahres)
- Artiste masculin international de l’année (internationaler Künstler des Jahres)
- Artiste féminine francophone de l’année (französischsprachige Künstlerin des Jahres)
- Artiste féminine internationale de l’année (internationale Künstlerin des Jahres)
- Chanson francophone de l’année (französischsprachiges Lied des Jahres)
- Chanson internationale de l’année (internationales Lied des Jahres)
- Collaboration francophone de l’année (französischsprachige Zusammenarbeit des Jahres), erstmals 2020
- Collaboration internationale de l’année (internationale Zusammenarbeit des Jahres), erstmals 2020
- Groupe/duo francophone de l’année (französischsprachige/s Gruppe/Duo des Jahres)
- Groupe/duo international de l’année (internationale/s Gruppe/Duo des Jahres)
- DJ de l’année (DJ des Jahres), 2007 und ab 2015
- Clip de l’année (Musikvideo des Jahres), ab 2005
- Performance francophone de la soirée (französischsprachige Darbietung des Abends), ab 2019 für den besten Auftritt in der Verleihungsshow
- Awards d’honneur (NRJ-Ehrenpreis), ab 2008

Vor 2020 wurden außerdem vergeben:
- Album francophone de l’année (französischsprachiges Album des Jahres), 2000 bis 2010
- Album international de l’année (internationales Album des Jahres), 2000 bis 2010
- Site internet musical (Musik-Internetseite des Jahres), 2000 bis 2004
- Concert de l’année (Konzert des Jahres), 2000 und 2011
- Hit de l’année (Hit des Jahres), nur 2011
- Chanson la plus streamée(meistgestreamtes Lied), 2016 bis 2018

Bis 2013 wurden jeweils in der dritten Januarwoche die besten Musiker und Werke des Vorjahres gekürt. Dann wurde die Verleihung auf den Dezember schließlich sogar auf Anfang November vorgezogen. Die erste Sendung 2000 wurde von Ophélie Winter moderiert, von 2001 bis 2006 übernahm das Komiker Anthony Kavanagh. 2007 führte Jacques Essebag alias Arthur und 2008 Benjamin Castaldi durch die Show. Ab 2009 war Nikos Aliagas der Moderator.

## Veröffentlichungen
Jedes Jahr wird eine Musik-CD-Compilation veröffentlicht.
Chartplatzierungen (Hinweis: angegeben sind die Platzierungen in den offiziellen Charts, zum Teil wurden die Alben nur in den Compilation-Charts geführt)

| Jahr | Titel                           | Höchstplatzierung, Gesamtwochen, AuszeichnungChartsChartplatzierungen (Jahr, Titel, Platzierungen, Wochen, Auszeichnungen, Anmerkungen) | Anmerkungen                                |
| Jahr | Titel                           | FR | Anmerkungen                                |
| ---- | ------------------------------- | --- | ------------------------------------------ |
| 2011 | NRJ Music Awards 2011           | FR1 (14 Wo.)FR | Schweiz: Platz 2 der Compilation-Hitparade |
| 2012 | NRJ Music Awards 2012           | FR1 (21 Wo.)FR | Schweiz: Platz 2 der Compilation-Hitparade |
| 2013 | NRJ Music Awards 2013           | FR1 (20 Wo.)FR | Schweiz: Platz 1 der Compilation-Hitparade |
| 2013 | NRJ Music Awards – 15th Edition | FR2 (23 Wo.)FR | Schweiz: Platz 3 der Compilation-Hitparade |
| 2014 | NRJ Music Awards 2014           | FR4 (21 Wo.)FR | Schweiz: Platz 2 der Compilation-Hitparade |
| 2015 | NRJ Music Awards 2015           | FR3 (23 Wo.)FR | Schweiz: Platz 2 der Compilation-Hitparade |
| 2016 | NRJ Music Awards 2016           | FR2 (14 Wo.)FR | Schweiz: Platz 1 der Compilation-Hitparade |
| 2020 | NRJ Music Awards 2020           | FR78 (2 Wo.)FR |                                            |

## Gewinner

### NRJ Music Awards 2000
Die erste Verleihung fand am 22. Januar 2000 im Midem in Cannes statt:
- französischsprachiger Newcomer: Hélène Ségara
- internationaler Newcomer: Tina Arena
- französischsprachiger Künstler des Jahres: David Hallyday
- internationaler Künstler des Jahres: Will Smith
- französischsprachige Künstlerin des Jahres: Mylène Farmer
- internationale Künstlerin des Jahres: Mariah Carey
- französischsprachiges Lied des Jahres: Zebda – Tomber la chemise
- internationales Lied des Jahres: Lou Bega – Mambo No. 5
- französischsprachiges Album des Jahres: Mylène Farmer – Innamoramento
- internationales Album des Jahres: Whitney Houston – My Love Is Your Love
- französischsprachige/s Gruppe/Duo des Jahres: Zebda
- internationale/s Gruppe/Duo des Jahres: Texas
- Musik-Internetseite des Jahres: Indochine
- Konzert des Jahres: Mylène Farmer

### NRJ Music Awards 2001
Am 20. Januar 2001 gab es die zweite Verleihung in Cannes:
- französischsprachiger Newcomer: Alizée
- internationaler Newcomer: Anastacia
- französischsprachiger Künstler des Jahres: Pascal Obispo
- internationaler Künstler des Jahres: Moby
- französischsprachige Künstlerin des Jahres: Mylène Farmer
- internationale Künstlerin des Jahres: Madonna
- französischsprachiges Lied des Jahres: Roméo & Juliette – Les Rois du monde
- internationales Lied des Jahres: Anastacia – I’m Outta Love
- französischsprachiges Album des Jahres: Hélène Ségara – Au nom d’une femme
- internationales Album des Jahres: Madonna – Music
- französischsprachige/s Gruppe/Duo des Jahres: Les Dix Commandements
- internationale/s Gruppe/Duo des Jahres: The Corrs
- Musik-Internetseite des Jahres: Alizée

### NRJ Music Awards 2002
Am 19. Januar 2002 wurde die beste Musik des Vorjahres ausgezeichnet:
- französischsprachiger Newcomer: Ève Angeli
- internationaler Newcomer: Dido
- französischsprachiger Künstler des Jahres: Garou
- internationaler Künstler des Jahres: Michael Jackson
- französischsprachige Künstlerin des Jahres: Mylène Farmer
- internationale Künstlerin des Jahres: Jennifer Lopez
- französischsprachiges Lied des Jahres: Axel Bauer & Zazie – À ma place
- internationales Lied des Jahres: Geri Halliwell – It’s Raining Men
- französischsprachiges Album des Jahres: Gérald De Palmas – Marcher dans le sable
- internationales Album des Jahres: Dido – No Angel
- französischsprachige/s Gruppe/Duo des Jahres: Garou & Céline Dion
- internationale/s Gruppe/Duo des Jahres: Destiny’s Child
- Musik-Internetseite des Jahres: Garou

### NRJ Music Awards 2003
Der 18. Januar 2003 war der Termin der Verleihungsshow:
- französischsprachiger Newcomer: Jenifer
- internationaler Newcomer: Las Ketchup
- französischsprachiger Künstler des Jahres: Gérald De Palmas
- internationaler Künstler des Jahres: Billy Crawford
- französischsprachige Künstlerin des Jahres: Mylène Farmer
- internationale Künstlerin des Jahres: Shakira
- französischsprachiges Lied des Jahres: Renaud & Axelle Red – Manhattan-Kaboul
- internationales Lied des Jahres: Shakira – Whenever, Wherever
- französischsprachiges Album des Jahres: Indochine – Paradize
- internationales Album des Jahres: Shakira – Laundry Service
- französischsprachige/s Gruppe/Duo des Jahres: Renaud & Axelle Red
- internationale/s Gruppe/Duo des Jahres: The Calling
- Musik-Internetseite des Jahres: Jennifer Lopez

### NRJ Music Awards 2004
Die fünfte Verleihung der NRJ Awards gab es am 24. Januar 2004:
- französischsprachiger Newcomer: Nolwenn Leroy
- internationaler Newcomer: Evanescence
- französischsprachiger Künstler des Jahres: Calogero
- internationaler Künstler des Jahres: Justin Timberlake
- französischsprachige Künstlerin des Jahres: Jenifer
- internationale Künstlerin des Jahres: Dido
- französischsprachiges Lied des Jahres: Kyo – Le Chemin
- internationales Lied des Jahres: Elton John & Blue – Sorry Seems to Be the Hardest Word
- französischsprachiges Album des Jahres: Kyo – Le Chemin
- internationales Album des Jahres: Dido – Life for Rent
- französischsprachige/s Gruppe/Duo des Jahres: Kyo
- internationale/s Gruppe/Duo des Jahres: Linkin Park
- Musik-Internetseite des Jahres: Kyo
- NRJ Ehren-Award für die Karriere: Madonna

### NRJ Music Awards 2005
Preisverleihung war am 22. Januar 2005:
- französischsprachiger Newcomer: Emma Daumas
- internationaler Newcomer: Maroon 5
- französischsprachiger Künstler des Jahres: Roch Voisine
- internationaler Künstler des Jahres: Usher
- französischsprachige Künstlerin des Jahres: Jenifer
- internationale Künstlerin des Jahres: Avril Lavigne
- französischsprachiges Lied des Jahres: K-Maro – Femme Like U
- internationales Lied des Jahres: Maroon 5 – This Love
- französischsprachiges Album des Jahres: Jenifer – Le Passage
- internationales Album des Jahres: The Black Eyed Peas – Elephunk
- französischsprachige/s Gruppe/Duo des Jahres: Calogero & Passi
- internationale/s Gruppe/Duo des Jahres: Blue
- Musikvideo des Jahres: Corneille – Parce qu’on vient de loin
- NRJ Ehren-Award für die Karriere: U2

### NRJ Music Awards 2006
Diese Preise wurden am 23. Januar 2006 verliehen:
- französischsprachiger Newcomer: Grégory Lemarchal
- internationaler Newcomer: James Blunt
- französischsprachiger Künstler des Jahres: Raphaël
- internationaler Künstler des Jahres: Robbie Williams
- französischsprachige Künstlerin des Jahres: Jenifer
- internationale Künstlerin des Jahres: Madonna
- französischsprachiges Lied des Jahres: M. Pokora – Elle me contrôle
- internationales Lied des Jahres: Shakira – La Tortura
- französischsprachiges Album des Jahres: Mylène Farmer – Avant que l’ombre
- internationales Album des Jahres: The Black Eyed Peas – Monkey Business
- französischsprachige/s Gruppe/Duo des Jahres: Le Roi Soleil
- internationale/s Gruppe/Duo des Jahres: The Black Eyed Peas
- Musikvideo des Jahres: M. Pokora – Elle me contrôle
- NRJ Ehren-Award für die Karriere: Bob Geldof für die Veranstaltung Live 8

### NRJ Music Awards 2007
Am 20. Januar 2007 gab es folgende Auszeichnungen:
- französischsprachiger Newcomer: Christophe Maé
- internationaler Newcomer: Nelly Furtado
- französischsprachiger Künstler des Jahres: M. Pokora
- internationaler Künstler des Jahres: Justin Timberlake
- französischsprachige Künstlerin des Jahres: Diam’s
- internationale Künstlerin des Jahres: Christina Aguilera
- französischsprachiges Lied des Jahres: Diam’s – La Boulette
- internationales Lied des Jahres: Rihanna – Unfaithful
- französischsprachiges Album des Jahres: Diam’s – Dans ma bulle
- internationales Album des Jahres: Christina Aguilera – Back to Basics
- französischsprachige/s Gruppe/Duo des Jahres: Le Roi Soleil
- internationale/s Gruppe/Duo des Jahres: Evanescence
- Musikvideo des Jahres: M. Pokora – De retour
- DJ des Jahres: Bob Sinclar

### NRJ Music Awards 2008
Verleihungstermin war der 26. Januar 2008.
- französischsprachiger Newcomer: Christophe Willem
- internationaler Newcomer: Mika
- französischsprachiger Künstler des Jahres: Christophe Maé
- internationaler Künstler des Jahres: Justin Timberlake
- französischsprachige Künstlerin des Jahres: Jenifer
- internationale Künstlerin des Jahres: Avril Lavigne
- französischsprachiges Lied des Jahres: Christophe Maé – On s’attache
- internationales Lied des Jahres: Rihanna – Don’t Stop the Music
- französischsprachiges Album des Jahres: Christophe Willem – Inventaire
- internationales Album des Jahres: Britney Spears – Blackout
- französischsprachige/s Gruppe/Duo des Jahres: Superbus
- internationale/s Gruppe/Duo des Jahres: Tokio Hotel
- Musikvideo des Jahres: Fatal Bazooka – Parle à ma main
- NRJ-Ehrenpreis: Céline Dion, Michael Jackson und Kylie Minogue

### NRJ Music Awards 2009 (10. Edition)
Die Jubiläumsausgabe fand am 17. Januar 2009 statt.
- französischsprachiger Newcomer: Zaho
- internationaler Newcomer: Jonas Brothers
- französischsprachiger Künstler des Jahres: Christophe Maé
- internationaler Künstler des Jahres: Enrique Iglesias
- französischsprachige Künstlerin des Jahres: Jenifer Bartoli
- internationale Künstlerin des Jahres: Britney Spears
- französischsprachiges Lied des Jahres: Christophe Maé – Belle Demoiselle
- internationales Lied des Jahres: Rihanna – Disturbia
- französischsprachiges Album des Jahres: Mylène Farmer – Point de suture
- internationales Album des Jahres: Katy Perry – One of the Boys
- französischsprachige/s Gruppe/Duo des Jahres: Cléopâtre
- internationale/s Gruppe/Duo des Jahres: Pussycat Dolls
- Musikvideo des Jahres: Britney Spears – Womanizer
- NRJ-Ehrenpreis: Coldplay

### NRJ Music Awards 2010
Am 23. Januar 2010 wurde die Verleihungsshow veranstaltet.
- französischsprachiger Newcomer: Florent Mothe
- internationaler Newcomer: Lady Gaga
- französischsprachiger Künstler des Jahres: Christophe Willem
- internationaler Künstler des Jahres: Robbie Williams
- französischsprachige Künstlerin des Jahres: Sofia Essaïdi
- internationale Künstlerin des Jahres: Rihanna
- französischsprachiges Lied des Jahres: Mozart L’ Opera Rock – L’Assasymphonie
- internationales Lied des Jahres: The Black Eyed Peas – I Gotta Feeling
- französischsprachiges Album des Jahres: Christophe Willem – Caféine
- internationales Album des Jahres: David Guetta – One Love
- französischsprachige/s Gruppe/Duo des Jahres: Mozart L’ Opéra Rock
- internationale/s Gruppe/Duo des Jahres: Tokio Hotel
- NRJ-Ehrenpreis: Robbie Williams und Beyoncé

### NRJ Music Awards 2011
Die Preisvergabe fand am 22. Januar 2011 statt.
- französischsprachiger Newcomer: Joyce Jonathan
- internationaler Newcomer: Justin Bieber
- französischsprachiger Künstler des Jahres: M. Pokora
- internationaler Künstler des Jahres: Usher
- französischsprachige Künstlerin des Jahres: Jenifer
- internationale Künstlerin des Jahres: Shakira
- französischsprachiges Lied des Jahres: M. Pokora – Juste Une Photo De Toi
- internationales Lied des Jahres: Shakira – Waka Waka (This Time for Africa)
- französischsprachige/s Gruppe/Duo des Jahres: Justin Nozuka & Zaho
- internationale/s Gruppe/Duo des Jahres: The Black Eyed Peas
- Konzert des Jahres: The Black Eyed Peas
- Musikvideo des Jahres: Lady Gaga & Beyoncé – Telephone
- Hit des Jahres: Flo Rida feat. David Guetta – Club Can’t Handle Me
- NRJ-Ehrenpreis: David Guetta

### NRJ Music Awards 2012
Bekanntgabe der Gewinner war am 28. Januar 2012.
- französischsprachiger Newcomer: Keen’V
- internationaler Newcomer: Adele
- französischsprachiger Künstler des Jahres: M. Pokora
- internationaler Künstler des Jahres: Mika
- französischsprachige Künstlerin des Jahres: Shy’m
- internationale Künstlerin des Jahres: Rihanna
- französischsprachiges Lied des Jahres: M. Pokora – À nos actes manqués
- internationales Lied des Jahres: Adele – Someone like You
- französischsprachige/s Gruppe/Duo des Jahres: Simple Plan
- internationale/s Gruppe/Duo des Jahres: LMFAO
- Album des Jahres: Nolwenn Leroy – Bretonne
- Musikvideo des Jahres: LMFAO – Party Rock Anthem
- NRJ-Ehrenpreis: Shakira und Justin Bieber

### NRJ Music Awards 2013
Zum letzten Mal wurden die NRJ Awards am Jahresanfang vergeben, und zwar am 26. Januar 2013.
- französischsprachiger Newcomer: Tal
- internationaler Newcomer: Carly Rae Jepsen
- französischsprachiger Künstler des Jahres: M. Pokora
- internationaler Künstler des Jahres: Bruno Mars
- französischsprachige Künstlerin des Jahres: Shy’m
- internationale Künstlerin des Jahres: Rihanna
- französischsprachiges Lied des Jahres: Sexion d’Assaut – Avant qu’elle parte
- internationales Lied des Jahres: Psy – Gangnam Style
- französischsprachige/s Gruppe/Duo des Jahres: Sexion d’Assaut
- internationale/s Gruppe/Duo des Jahres: One Direction
- Musikvideo des Jahres: Psy – Gangnam Style
- NRJ-Ehrenpreis: Johnny Hallyday, Patrick Bruel und Psy
- Best Digital Moment: One Direction

### NRJ Music Awards 2013 (15. Edition)
Weil die Preisvergabe vorgezogen wurde, gab es 2013 zwei Preisverleihungen. Die zweite des Jahres und die 15. insgesamt fand am 14. Dezember 2013 statt. Außerdem zog die Veranstaltung innerhalb von Cannes in das Palais des Festivals um.
- französischsprachiger Newcomer: Louis Delort
- internationaler Newcomer: James Arthur
- französischsprachiger Künstler des Jahres: Stromae
- internationaler Künstler des Jahres: Bruno Mars
- französischsprachige Künstlerin des Jahres: Tal
- internationale Künstlerin des Jahres: Katy Perry
- französischsprachiges Lied des Jahres: Stromae – Formidable
- internationales Lied des Jahres: Katy Perry – Roar
- französischsprachige/s Gruppe/Duo des Jahres: Robin des Bois
- internationale/s Gruppe/Duo des Jahres: One Direction
- Musikvideo des Jahres: One Direction – Best Song Ever
- NRJ-Ehrenpreis: Christophe Maé
- Best Digital Moment: Katy Perry

### NRJ Music Awards 2014
Der 13. Dezember 2014 war der Tag der Preisverleihung:
- französischsprachiger Newcomer: Kendji Girac
- internationaler Newcomer: Ariana Grande
- französischsprachiger Künstler des Jahres: M. Pokara
- internationaler Künstler des Jahres: Pharrell Williams
- französischsprachige Künstlerin des Jahres: Tal
- internationale Künstlerin des Jahres: Sia
- französischsprachiges Lied des Jahres: Kendji Girac – Color Gitano
- internationales Lied des Jahres: Sia – Chandelier
- französischsprachige/s Gruppe/Duo des Jahres: Daft Punk
- internationale/s Gruppe/Duo des Jahres: One Direction
- Musikvideo des Jahres: Black M – Mme Pavoshko
- NRJ-Ehrenpreis: Stromae und Lenny Kravitz

### NRJ Music Awards 2015
Nach zwei Dezemberausgaben wurde die Veranstaltung um einen weiteren Monat vorgezogen auf den 7. November 2015.
- französischsprachiger Newcomer: Louane
- internationaler Newcomer: Ellie Goulding
- französischsprachiger Künstler des Jahres: M. Pokara
- internationaler Künstler des Jahres: Ed Sheeran
- französischsprachige Künstlerin des Jahres: Shy’m
- internationale Künstlerin des Jahres: Taylor Swift
- französischsprachiges Lied des Jahres: Kendji Girac – Conmigo
- internationales Lied des Jahres: Wiz Khalifa und Charlie Puth – See You Again
- französischsprachige/s Gruppe/Duo des Jahres: Fréro Delavega
- internationale/s Gruppe/Duo des Jahres: Maroon 5
- DJ des Jahres: David Guetta
- Musikvideo des Jahres: Taylor Swift – Bad Blood
- NRJ-Ehrenpreis: Adele, Charles Aznavour, Justin Bieber und Sting

### NRJ Music Awards 2016
Die Bekanntgabe der Gewinner erfolgte am 12. November 2016.
- französischsprachiger Newcomer: Amir Haddad
- internationaler Newcomer: Twenty One Pilots
- französischsprachiger Künstler des Jahres: Soprano
- internationaler Künstler des Jahres: Justin Bieber
- französischsprachige Künstlerin des Jahres: Tal
- internationale Künstlerin des Jahres: Sia
- französischsprachiges Lied des Jahres: Amir Haddad – J’ai cherché
- internationales Lied des Jahres: Justin Bieber – Love Yourelf
- französischsprachige/s Gruppe/Duo des Jahres: Fréro Delavega
- internationale/s Gruppe/Duo des Jahres: Coldplay
- DJ des Jahres: David Guetta
- Musikvideo des Jahres: Christophe Maé – Il est où le bonheur?
- meistgestreamtes Lied: Coldplay – Hymn for the Weekend
- NRJ-Ehrenpreis: Bruno Mars und Enrique Iglesias

### NRJ Music Awards 2017
Am 4. November 2017 wurden folgende Gewinner bekanntgegeben:
- französischsprachiger Newcomer: Lisandro Cuxi
- internationaler Newcomer: Rag’n’Bone Man
- französischsprachiger Künstler des Jahres: Soprano
- internationaler Künstler des Jahres: Ed Sheeran
- französischsprachige Künstlerin des Jahres: Louane
- internationale Künstlerin des Jahres: Selena Gomez
- französischsprachiges Lied des Jahres: Amir Haddad – On dirait
- internationales Lied des Jahres: Luis Fonsi & Daddy Yankee feat. Justin Bieber – Despacito
- französischsprachige/s Gruppe/Duo des Jahres: Bigflo et Oli
- internationale/s Gruppe/Duo des Jahres: Imagine Dragons
- DJ des Jahres: Kungs
- Musikvideo des Jahres: Ed Sheeran – Shape of You
- meistgestreamtes Lied: Ed Sheeran – Shape of You
- NRJ-Ehrenpreis: Indochine, U2 und The Weekend

### NRJ Music Awards 2018 (20. Edition)
Die 20. NRJ Music Awards fanden am 11. November 2018 in Cannes statt.
- französischsprachiger Newcomer: Dadju
- internationaler Newcomer: Camila Cabello
- französischsprachiger Künstler des Jahres: Soprano
- internationaler Künstler des Jahres: Ed Sheeran
- französischsprachige Künstlerin des Jahres: Jain
- internationale Künstlerin des Jahres: Ariana Grande
- französischsprachiges Lied des Jahres: Kendji Girac – Pour oublier
- internationales Lied des Jahres: Maroon 5 feat. Cardi B – Girls Like You
- französischsprachige/s Gruppe/Duo des Jahres: Bigflo et Oli
- internationale/s Gruppe/Duo des Jahres: Imagine Dragons
- DJ des Jahres: DJ Snake
- Musikvideo des Jahres: Bigflo et Oli – Demain
- meistgestreamtes Lied: Dua Lipa – One Kiss
- NRJ-Ehrenpreis: Shawn Mendes und Muse

### NRJ Music Awards 2019
Am 9. November 2019 wurden in Cannes folgende Auszeichnungen verliehen:
- französischsprachiger Newcomer: Bilal Hassani
- internationaler Newcomer: Billie Eilish
- französischsprachiger Künstler des Jahres: M. Pokora
- internationaler Künstler des Jahres: Ed Sheeran
- französischsprachige Künstlerin des Jahres: Angèle
- internationale Künstlerin des Jahres: Ariana Grande
- französischsprachiges Lied des Jahres: Angèle feat. Roméo Elvis – Tout oublier
- internationales Lied des Jahres: Shawn Mendes & Camila Cabello – Señorita
- französischsprachige/s Gruppe/Duo des Jahres: Bigflo et Oli
- internationale/s Gruppe/Duo des Jahres: Lady Gaga & Bradley Cooper
- DJ des Jahres: DJ Snake
- Musikvideo des Jahres: Bigflo et Oli – Promesses
- französischsprachige Darbietung des Abends: Vitaa & Slimane – Ça va, ça vient
- NRJ-Ehrenpreis: Jonas Brothers

### NRJ Music Awards 2020
Wegen der COVID-19-Pandemie fand die Verleihungsshow am 5. Dezember 2020 im La Seine Musicale in Boulogne-Billancourt ohne anwesende Zuschauer statt. Es war die erste Veranstaltung, die nicht in Cannes war.
- französischsprachiger Newcomer: Squeezie
- internationaler Newcomer: Doja Cat
- französischsprachiger Künstler des Jahres: Dadju
- internationaler Künstler des Jahres: The Weeknd
- französischsprachige Künstlerin des Jahres: Aya Nakamura
- internationale Künstlerin des Jahres: Dua Lipa
- französischsprachiges Lied des Jahres: Vitaa & Slimane – Avant toi
- internationales Lied des Jahres: Master KG – Jerusalema
- französischsprachige Zusammenarbeit des Jahres: Soolking feat. Dadju – Meleğim
- internationale Zusammenarbeit des Jahres: Lady Gaga & Ariana Grande – Rain on Me
- französischsprachige/s Gruppe/Duo des Jahres: Vitaa & Slimane
- internationale/s Gruppe/Duo des Jahres: BTS
- DJ des Jahres: DJ Snake
- Musikvideo des Jahres: Vitaa & Slimane – Ça ira
- französischsprachige Darbietung des Abends: M. Pokora – Si on disait
- NRJ-Ehrenpreis: Mariah Carey, Indochine, Gims, Elton John

### NRJ Music Awards 2021
Nachdem die letzte Veranstaltung wegen der Covid-19-Pandemie nach Boulogne-Billancoourt verlegt worden war, fand die 23. Verleihung des Preises wieder in Cannes statt. Die Verleihung fand am 20. November 2021 statt.
- französischsprachiger Newcomer: Naps
- internationaler Newcomer: Olivia Rodrigo
- französischsprachiger Künstler des Jahres: Dadju
- internationaler Künstler des Jahres: Ed Sheeran
- französischsprachige Künstlerin des Jahres: Eva Queen
- internationale Künstlerin des Jahres: Dua Lipa
- französischsprachiges Lied des Jahres:  Kendji Girac – Evidement
- internationales Lied des Jahres: Ed Sheeran – Bad Habits
- französischsprachige Zusammenarbeit des Jahres: Amel Bent & Hatik – 1,2,3
- internationale Zusammenarbeit des Jahres: Coldplay & BTS  – My Universe
- französischsprachige/s Gruppe/Duo des Jahres: Vitaa & Slimane
- internationale/s Gruppe/Duo des Jahres: Coldplay
- DJ des Jahres: DJ Snake
- Musikvideo des Jahres: Vitaa & Slimane – De l’Or
- französischsprachige Darbietung des Abends: – Si on disait
- NRJ-Ehrenpreis: Imagine Dragons

### NRJ Music Awards 2022
Die Veranstaltung 2022 fand am 18. November 2022 im Palais des Festivals et des Congrès in Cannes statt. Moderatorin war Camille Combal.
- französischsprachiger Newcomer: Lujipeka
- internationaler Newcomer: Sofia Carson
- französischsprachiger Künstler des Jahres: Orelsan
- internationaler Künstler des Jahres: Ed Sheeran
- französischsprachige Künstlerin des Jahres: Angèle
- internationale Künstlerin des Jahres:Lady Gaga
- französischsprachiges Lied des Jahres: M. Pokora – Qui on est
- internationales Lied des Jahres: Harry Styles – As It Was
- französischsprachige Zusammenarbeit des Jahres: Bigflo & Oli feat. Julien Doré – Coup de vieux
- internationale Zusammenarbeit des Jahres: Camila Cabello feat. Ed Sheeran  – Bam Bam
- französischsprachige/s Gruppe/Duo des Jahres: Bigflo & Oli
- französischsprachige Tour des Jahres: Orelsan
- internationale/s Gruppe/Duo des Jahres: Imagine Dragons
- DJ des Jahres:David Guetta
- Beste Coverversion: Soolking - Suavemente
- Musikvideo des Jahres: Bigflo & Oli feat. Julien Doré – Coup de vieux
- Social Hit: Alonzo feat. Ninho and Naps – Tout va bien
- NRJ-Ehrenpreis: Jenifer Bartoli, Renaud Séchan

### NRJ Music Awards 2023
Die Veranstaltung 2023 fand am 10. November 2023 im Palais des Festivals et des Congrès in Cannes statt. Moderator war Nikos Aliagas. Nach einem tödlichen Messerangriff in einem Gymnasium in Arras einen Monat wurden nach dem Plan Vigipirate die Sichertheitsstufe erhöt, so dass die Veranstaltung unter erheblichen Sicherheitsvorkehrungen sattfinden musste. Es war zudem die erste Veranstaltung die live augsetrahlt wurde.
- französischsprachiger Newcomer: Nuit Incolore
- belgischer Newcomer: Sola
- deutschsprachiger Newcomer: Leony
- internationaler Newcomer: Loreen
- französischsprachiger Künstler des Jahres: Slimane
- internationaler Künstler des Jahres: Ed Sheeran
- französischsprachige Künstlerin des Jahres: Vitaa
- internationale Künstlerin des Jahres: Dua Lipa
- französischsprachiges Lied des Jahres: Louane – Secret
- internationales Lied des Jahres: Miley Cyrus – Flowers
- französischsprachige Zusammenarbeit des Jahres: Slimane & Claudio Capéo – Chez toi
- internationale Zusammenarbeit des Jahres: Rosalía feat. Rauw Alejandro  – Beso
- französischsprachige/s Gruppe/Duo des Jahres: Bigflo & Oli
- französischsprachige Tour des Jahres: M. Pokora
- internationale/s Gruppe/Duo des Jahres: Imagine Dragons
- DJ des Jahres: David Guetta
- Beste Coverversion: Aqua feat. Tiësto - Barbie Girl
- französischsprachiges Musikvideo des Jahres: Bigflo & Oli – Dernière
- internationales Musikvideo des Jahres: Miley Cyrus – Flowers
- Social Hit: Jain – Makeba
- NRJ-Ehrenpreis: Diddy, Måneskin

### NRJ Music Awards 2024
Die Veranstaltung 2024 fand am 1. November 2023 im Palais des Festivals et des Congrès in Cannes statt. Moderator war Nikos Aliagas.
- französischsprachiger Newcomer: Pierre Garnier
- internationaler Newcomer: Benson Boone
- französischsprachiger Künstler des Jahres: Slimane
- internationaler Künstler des Jahres: The Weeknd
- französischsprachige Künstlerin des Jahres: Vitaa
- internationale Künstlerin des Jahres:Taylor Swift
- französischsprachiges Lied des Jahres:Pierre Garnier – Ceux qu'on était
- internationales Lied des Jahres: Benson Boone – Beautiful Things
- französischsprachige Zusammenarbeit des Jahres: Dadju & Tayc – I Love You
- internationale Zusammenarbeit des Jahres: Lady Gaga feat. Bruno Mars – Die with a Smile
- französischsprachige/s Gruppe/Duo des Jahres:Indochine
- französischsprachige Tour des Jahres:Bigflo & Oli
- Französische Auslandstournee des Jahres: Justice
- internationale/s Gruppe/Duo des Jahres:Coldplay
- DJ des Jahres: David Guetta
- Social Hit: Jungeli feat. Imen Es, Alonzo, Abou Debeing and Lossa – Petit génie
- Meistgespielter Song im Radio in Frankreich: Teddy Swims – Lose Control
- NRJ-Ehrenpreis: Diddy, Måneskin